# Joint Base Elmendorf-Richardson
Joint Base Elmendorf - Richardson est une installation militaire américaine située à Anchorage, la plus grande ville d'Alaska. Il s'agit d'une fusion de la base aérienne d'Elmendorf de l'armée de l'air des États-Unis et de Fort Richardson de l'armée des États-Unis, qui ont fusionné en 2010.

## Présentation

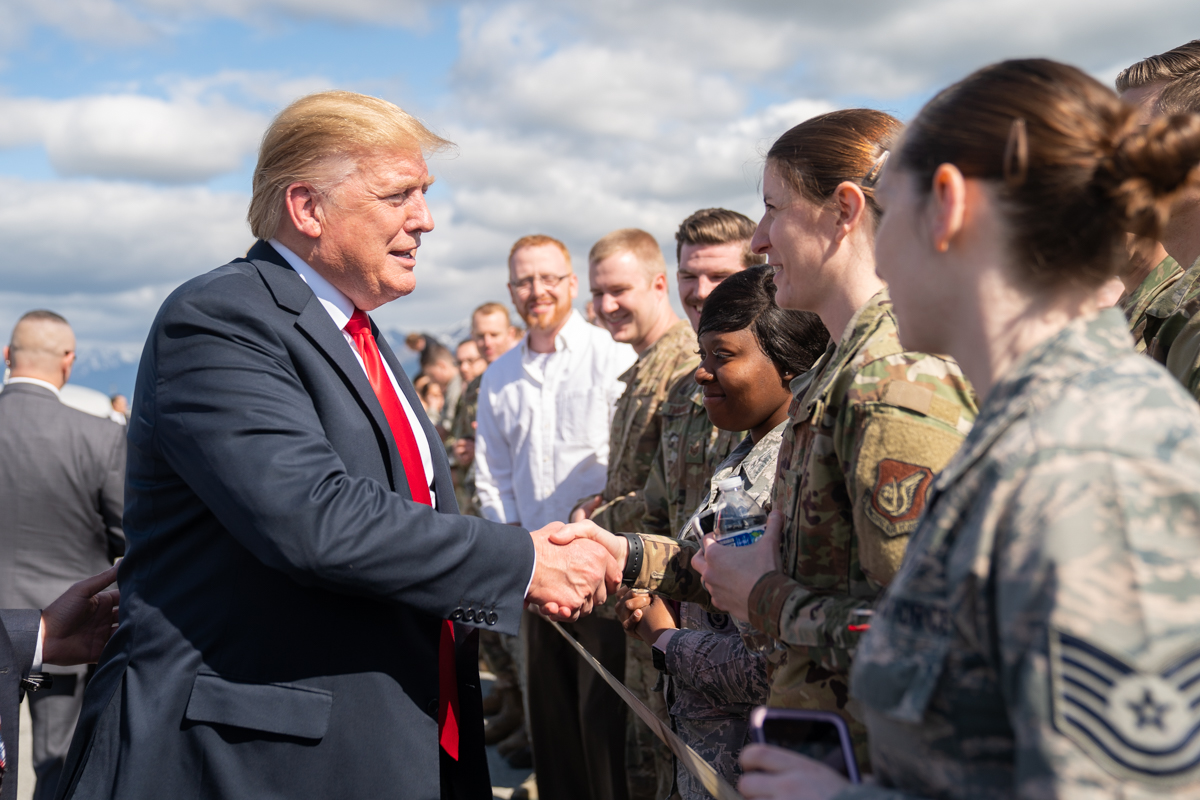
Le président Donald Trump avec les troupes à Joint Base Elmendorf-Richardson, le 24 mai 2019

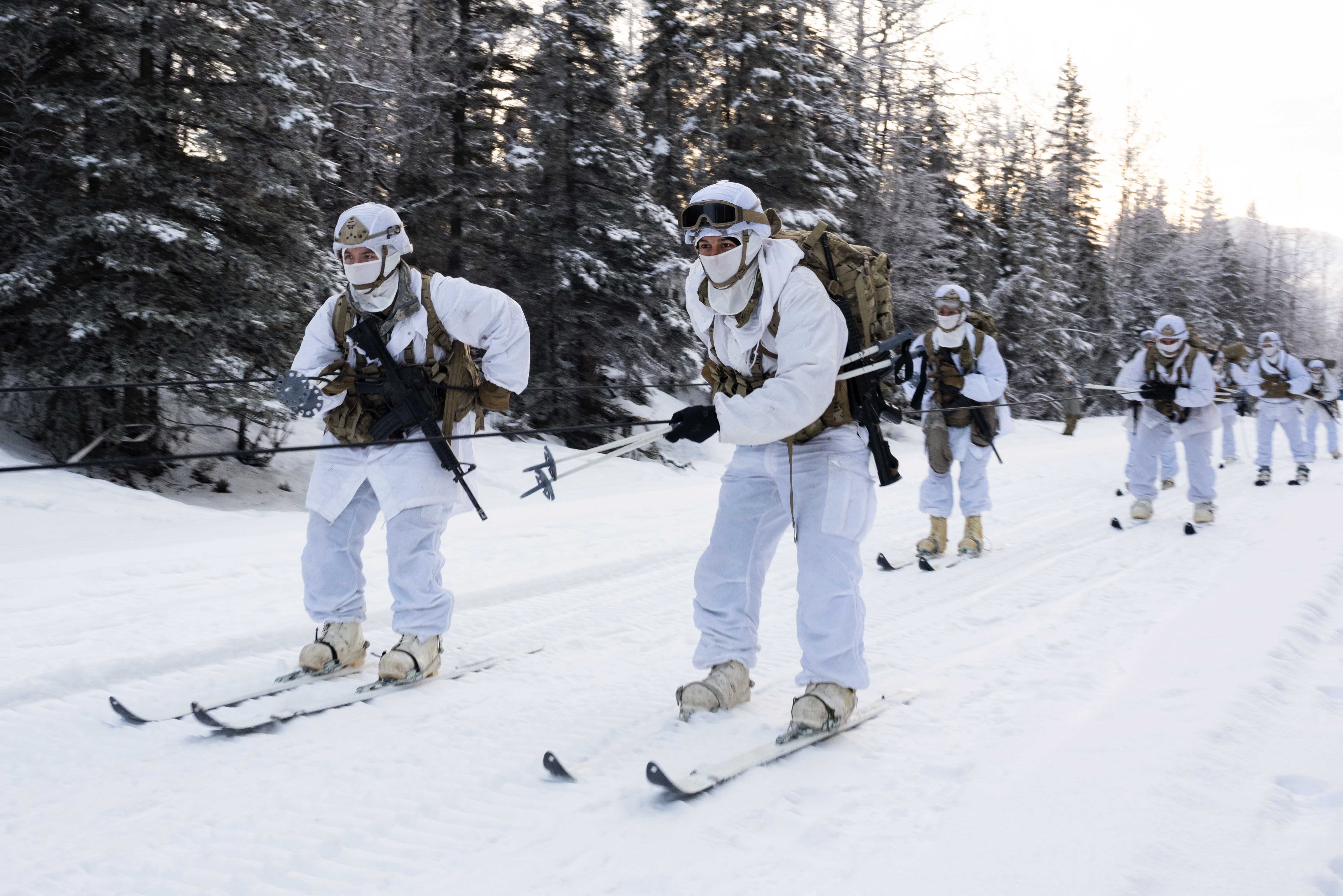
Des parachutistes participent à un exercice d'entraînement de ski joëring sur la base en 2021

Les installations adjacentes sont officiellement regroupées par la Base Closure and Realignment Commission. Sa mission est de soutenir et de défendre les intérêts des États-Unis dans la région Asie-Pacifique et dans le monde en fournissant des unités prêtes pour la projection de la puissance aérienne mondiale, et une base capable de répondre aux exigences du PACOM.
C'est le siège du Alaskan Command (en) (ALCOM), de la région du NORAD de l'Alaska (ANR), de la Joint Task Force-Alaska (en) (JTF-AK), de la Eleventh Air Force (11 AF), de la 673d Air Base Wing (en), de la 3rd Wing, la 176th Wing (en) et d'autres unités.

## Histoire
L’histoire de la base remonte à 1940-1941, lorsque ses installations sont construites pour soutenir les opérations militaires américaines contre le Japon durant la Seconde Guerre mondiale. Après 1945, au début de la Guerre froide, son importance stratégique atteint un sommet. En 1957, environ 200 avions de combat sont stationnés à Elmendorf et sur d’autres bases en Alaska, et de multiples radars sont installés dans la région. 
Dans les décennies suivantes, la présence militaire décline partiellement, notamment en raison du redéploiement de moyens vers la guerre du Viêt Nam, mais la base conserve un rôle stratégique majeur, en particulier avec l’intérêt croissant pour l’Arctique. Aujourd’hui, elle compte plus de 800 bâtiments, deux pistes d’atterrissage et environ 6 000 militaires affectés, selon le site des forces aériennes du Pacifique.
Le 15 août 2025, la base accueille un sommet entre le président américain Donald Trump et le président russe Vladimir Poutine. Ce choix de lieu est jugé à la fois logistique et symbolique : ultra-sécurisé et historiquement stratégique, il rappelle l’importance militaire de l’Alaska durant la Guerre froide. Selon George Beebe, ancien spécialiste de la Russie à la CIA, ce lieu montre que « ce n’est pas la Guerre froide » et marque l’entrée dans « une nouvelle ère » des relations bilatérales.

## Unités
Joint Base Elmendorf - Richardson (JBER), a la distinction d'être l'une des 12 bases conjointes créées lors du BRAC 2005. La 673d ABW se compose de quatre groupes qui exploitent et maintiennent la base conjointe pour la souveraineté aérienne, la formation, l'organisation des forces et les opérations dans le monde entier.
L'installation héberge le quartier général de l'United States Alaskan Command, de la 11th Air Force, de l'U.S. Army Alaska, et la région de commandement de la défense aérospatiale de l'Amérique du Nord de l'Alaska.
Les principales unités attribuées sont:
- 673d Air Base Wing (en)

Crée le 30 juillet 2010 en tant qu'unité hôte combinant les fonctions de gestion de l'installation de la 3rd Wing d'Elmendorf AFB et de la garnison de l'armée américaine de Fort Richardson. La 673d ABW comprend plus de 5 500 militaires et civils, soutenant les soldats américains et leurs familles. L'unité prend en charge et met en service trois wings de l'Air Force, deux brigades de l'armée et 55 autres unités. En outre, l'unité fournit des soins médicaux à plus de 35 000 membres des services, personnes à charge, patients rattachés et retraités à travers l'Alaska. La 673d ABW maintient une infrastructure de 11,4 milliards de dollars couvrant 33994 hectares.
- Alaskan Command (en)

Responsable de maximiser l'état de préparation de la force pour 21000 membres en service en Alaska et d'accélérer les déploiements de forces dans le monde entier à partir et à travers l'Alaska selon les instructions du commandant NORTHCOM.
- United States Army Alaska (en) (US)

L'armée américaine de l'Alaska exécute la formation continue et assure la préparation de la force de l'armée en Alaska. Elle soutient le programme de coopération en matière de sécurité du commandement américain du Pacifique. Sur commande, elle exécute les fonctions de commandement de la composante terrestre de la Force interarmées en l'appui de la défense et de la sécurité du territoire en Alaska.
- 4th Brigade Combat Team (Airborne), 25th Infantry Division (en)

Elle mène une action décisive pour intervenir en tant que Force d'intervention d'urgence de l'armée alignée avec PACOM afin de promouvoir la sécurité et le développement pacifique dans la région Asie-Pacifique.
- 3d Wing (USAF)

Soutenir et défendre les intérêts américains dans la région Asie-Pacifique et dans le monde en fournissant des unités prêtes pour la projection de la puissance aérienne, et une base capable de répondre aux exigences du PACOM.
- Alaskan Norad Region

La région du NORAD de l'Alaska (ANR) assure le contrôle aérospatial dans sa zone d'opérations et contribue à la mission d'alerte aérospatiale du NORAD.
- Eleventh Air Force

Fournir des soldats et une infrastructure prêts pour la défense du pays, la projection de force et le commandement et le contrôle aérospatiaux

### Grands commandements
- Pacific Air Forces, (depuis 2010)

### Unités de base
- 673d Air Base Wing (en) (depuis juillet 2010)

### Unités majeurs affectées
- 381st Intelligence Squadron (en)  (depuis 2010)
- 3rd Wing (depuis 2010)
- 176th Wing (en) (depuis 2011)

## Accidents d'aviation notables
Le 22 septembre 1995, un avion d'alerte avancée Boeing E-3 Sentry de l'US Air Force s'écrase au départ de la base aérienne d'Elmendorf avec la perte des 24 personnels à bord. L'avion, numéro de série 77-0354 et utilisant l'indicatif d'appel Yukla 27, heurte des oiseaux pendant le décollage et perd la puissance de deux des quatre moteurs de l'avion, puis s'écrase dans une zone boisée à moins de 2 kilomètres de l'extrémité de la piste.
Le 28 juillet 2010, un avion cargo Boeing C-17 Globemaster III s'entraînant pour un prochain meeting aérien s'écrase dans une zone boisée de la base, tuant les quatre membres d'équipage; trois de la Garde nationale aérienne de l'Alaska et un de l'USAF,. On signale que la cause de l'accident est une erreur du pilote. Le pilote  effectue un virage à droite agressif et ignore l'avertissement de décrochage de l'avion, poursuivant le virage jusqu'à ce que l'avion décroche en raison d'un manque de vitesse. La faible altitude du virage empêche l'équipage de se remettre du décrochage à temps pour éviter de heurter le sol. Le C-17 s'écrase à seulement 100 mètres du site de l'accident de l'E-3 AWACS de 1995.
Le 16 novembre 2010, un Lockheed Martin F-22 Raptor décolle pour une mission d'entraînement. Vers 19 h, la base signale que l'aéronef est en retard et manquant. Les équipes de sauvetage de l'armée de l'air concentrent leurs recherches sur l'avion et le pilote disparus dans le parc national de Denali. Le site de l'écrasement du F-22 est retrouvé à environ 160 kilomètres au nord d'Anchorage, près de la ville de Cantwell, en Alaska. Le pilote, qui fait partie du 525th Fighter Squadron (en) de l'US Air Force, est tué dans l'accident.